# Mao II
Mao II (titre original : Mao II) est un roman de l'écrivain américain Don DeLillo, publié en 1991, qui a obtenu l'année  suivante le PEN/Faulkner Award.

## Résumé
Un romancier reclus, Bill Gray, travaille sans relâche sur un roman qu'il choisit de ne pas terminer. Il a choisi une vie retirée du monde extérieur pour tenter de préserver la pureté de son écriture. Avec son assistant Scott, il pense que quelque chose se perd lorsqu'un public de masse lit l'œuvre. Scott préférerait que Bill ne publie pas le livre, de peur que la production en masse de l'œuvre ne détruise le « vrai » Bill. 
Bill a une aventure avec Karen Janney, la partenaire de Scott, un ancien membre de l'Église de l'Unification du Révérend Moon qui a épousé Kim Jo Pak lors d'une cérémonie de bénédiction de l'Église de l'Unification dans le prologue du livre.
Bill, qui vit complètement reclus, accepte d'être photographié par une photographe new-yorkaise, Brita, qui se spécialise dans les portraits d'écrivains. Dans un dialogue avec Brita et d'autres personnes, Bill déplore que les romanciers deviennent rapidement obsolètes à une époque où le terrorisme a supplanté l'art dans sa capacité à faire encore des « raids sur la conscience » et à transformer la culture dans son ensemble. 
Bill disparaît sans laisser de traces et décide secrètement d'accepter l'offre de son ancien éditeur Charles de se rendre à Londres pour parler publiquement au nom d'un jeune écrivain suisse retenu en otage dans la ville de Beyrouth déchirée par la guerre. 
Pendant ce temps, Karen vit dans l'appartement new-yorkais de Brita et passe le plus clair de son temps à errer dans les bidonvilles de Tompkins Square Park. 
À Londres, Bill est présenté à George Haddad, un représentant du groupe maoïste responsable de l'enlèvement de l'écrivain. Bill décide de se rendre lui-même au Liban pour négocier la libération de l'écrivain. Se coupant de son éditeur, il s'enfuit à Chypre où il attend un bateau qui l'emmènera au Liban. A Chypre, Bill est renversé par une voiture et souffre d'une blessure au foie qui, aggravée par sa consommation excessive d'alcool, va le tuer dans son sommeil alors qu'il est en route pour Beyrouth. 
Dans l'épilogue, Brita se rend à Beyrouth pour photographier Abu Rashid, le terroriste responsable de l'enlèvement. Le sort final de l'otage n'est jamais révélé, bien que l'implication soit sinistre. 